# Victor Söderström
Karl Victor Söderström, född 17 januari 1994, är en svensk fotbollsspelare som spelar för IFK Lidingö. 

## Karriär
Söderströms moderklubb är Hammarby IF. Han gick 2005 till IF Brommapojkarna. Han debuterade för seniorlaget i Superettan den 17 oktober 2011 i en 0–2-bortavinst mot Landskrona BoIS. Han gjorde sitt första mål för klubben den 2 juni 2012 i en 2–1-hemmavinst mot Umeå FC. Efter säsongen 2014 lämnade han BP.
I februari 2015 skrev han på för IK Frej. I februari 2017 värvades Söderström av Assyriska FF, där han skrev på ett tvåårskontrakt. I december 2018 värvades Söderström av Akropolis IF. I januari 2021 värvades Söderström av Dalkurd FF, där han skrev på ett tvåårskontrakt. I januari 2022 meddelade Dalkurd att Söderström lämnade klubben.
I januari 2022 värvades Söderström av Vasalunds IF. Säsongen 2023 gick han till division 3-klubben IFK Lidingö.